# Eschkol (Regionalverwaltung)
Die Regionalverwaltung Eschkol (hebräisch מוֹעָצָה אֵזוֹרִית אֶשְׁכּוֹל Mōʿatzah Asōrīt Eschkōl, deutsch ‚Regionaler Rat Eschkol‘) ist eine Regionalverwaltung im nordwestlichen Negev in Israels Südbezirk. Sie ist benannt nach dem dritten israelischen Ministerpräsidenten Levi Eschkol (1895–1969). Er gründete Meqorot, das israelische Versorgungsunternehmen, das die Wasserversorgung im Lande sichert auch für Ortschaften ohne eigene hinreichende Quellen, wie vor allem in der regenarmen nördlichen Wüste Negev. Von 1937 bis 1951 war Levi Eschkol Direktor von Meqorot.

## Lage
Das Gebiet der Regionalverwaltung liegt im nördlichen Negev zwischen Aschqelon und Beʾer Scheva, im Nordwesten begrenzt vom Gazastreifen, im Südwesten von Ägypten, im Osten vom Gebiet der Regionalverwaltung B’nei Schimon.

## Geschichte
Viele der in den 1950er Jahren entstandenen Ortschaften gründeten eingewanderte Ägypter, die wegen des dortigen Antisemitismus ihre benachbartes Heimatland verlassen mussten. Die Ortsgründungen der 1980er Jahre gehen meist auf Umsiedler zurück, deren israelische Siedlungen auf der nahen Halbinsel Sinai nach dem Israelisch-Ägyptischen Frieden aufgegeben wurden. In den 2000er Jahren gründeten Umsiedler aus israelischen Siedlungen im 2005 geräumten Gazastreifen neue Orte im Verbandsgebiet. Kurz vor Beginn des endgültigen Waffenstillstands in der Operation Protective Edge wurden am 26. August 2014 um 18:00 Uhr Ortszeit Zeʾev ʿEtzion, 55 Jahre, und Schachar Melammed, 43 Jahre, aus dem Kibbuz Nirim bei einem Angriff mit Mörsergranaten aus dem Gazastreifen getötet. Vier weitere Menschen wurden dabei verletzt.

Eschkol (dunkelgrün) neben anderen Gebietskörperschaften

Das Gebiet Eschkols zählt weit überwiegend zum so genannten Gaza Envelope, dem Grenzgebiet von sieben Kilometer Breite entlang der Grünen Linie mit zahlreichen Einschlägen von Geschossen und mehreren kleinen Einmärschen aus dem Gazastreifen, das Israels deshalb besonderer steuerlicher Förderung unterliegt. Der Terrorangriff der Hamas auf Israel 2023 traf Ortschaften im Regionalverband Eschkol. Nach israelischen Befreiung der dabei durch Hamas- und andere terroristische Kämpfer eroberten Gebiete zwischen dem 7. und 10. Oktober 2023 wurde die Zivilbevölkerung aller Ortschaften im Gaza Envelope geräumt, weshalb fast das gesamte Verbandsgebiet bis auf Weiteres unbewohnt ist, abgesehen von den drei Orten Bnei Netzarim, Urim und Zeʾelim außerhalb der Sieben-Kilometer-Zone.

## Gliederung
Eschkol gliedert sich in zwei Gemeinschaftssiedlungen (→ Tabelle der Gemeinschaftssiedlungen), 15 Kibbuzim (→ Liste der Kibbuzim), 13 Moschavim (→ Liste der Moschavim) und eine kommunale Ortschaft.
| Name (in lateinischen Lettern / Plene hebräisch) | Name (hebräisch vokalisiert / transliteriert / ‚übersetzt‘)                    | Rechtsform            | Gründung |
| ------------------------------------------------ | ------------------------------------------------------------------------------ | --------------------- | -------- |
| ʿAmmiʿoz / עמיעוז                                | עַמִּיעֹז Ammīʿoz, deutsch ‚mein Volk [ist] Kraft‘                                 | Moschav               | 1956     |
| Avschalom / אבשלום                               | אַבְשָׁלוֹם Avschalōm, nach Avschalom Feinberg                                      | Gemeinschaftssiedlung | 1990     |
| Beʾeri / בארי                                    | בְּאֵרִי Bɘʾerī                                                                    | Kibbuz                | 1946     |
| Bnei Netzarim / בני נצרים                        | בְּנֵי נְצָרִים Bnej N[ə]zarīm, deutsch ‚Söhne Netzarims‘                            | Kibbuz                | 2008     |
| Cholit / חולית                                   | חוֹלִית Chōlīt, deutsch ‚Sandige‘ [Ortschaft]                                    | Kibbuz                | 1977     |
| Deqel / דקל                                      | דֶּקֶל Deqel, deutsch ‚Palme‘                                                     | Moschav               | 1982     |
| ʿEin haBsor / עין הבשור                          | עֵין הַבְּשׂוֹר ʿEjn haBsōr, deutsch ‚Quelle des Bsors‘                              | Moschav               | 1982     |
| ʿEin haSchloschah / עין השלושה                   | עֵין הַשְּלֹשָה ʿEjn haSchloschah, deutsch ‚Quelle der Drei‘                         | Kibbuz                | 1950     |
| Gvulot / גבולות                                  | גְּבוּלוֹת Gvūlōt, deutsch ‚Grenzen‘                                               | Kibbuz                | 1947     |
| Jated / יתד                                      | יָתֵד ‚Pflock‘                                                                   | Moschav               | 1980     |
| Jescha / ישע                                     | יֵשַׁע Jescha, deutsch ‚Rettung, Heil‘                                            | Moschav               | 1957     |
| Jevul / יבול                                     | יְבוּל Jəvul, deutsch ‚Ernte[ertrag]‘                                            | Moschav               | 1981     |
| Kerem Schalom / כרם שלום                         | כֶּרֶם שָׁלוֹם Kerem Schalōm, deutsch ‚Weinberg des Friedens‘                        | Kibbuz                | 1966     |
| Kissufim / כִּסּוּפִים                                | כִּסּוּפִים Kissūfīm, deutsch ‚Sehnsüchtige‘ [Mehrzahl]                             | Kibbuz                | 1950     |
| Magen / מגן                                      | מָגֵן Magen, deutsch ‚Schild‘, der Schild                                        | Kibbuz                | 1949     |
| Mivtachim / מבטחים                               | מִבְטַחִים Mivṭachīm, deutsch ‚sichere Zuflüchte‘                                  | Moschav               | 1947     |
| Naweh / נווה                                     | נָוֶה Naweh, deutsch ‚Aue‘                                                       | Moschav               | 2008     |
| Nirim / נירים                                    | נִירִים Nīrīm, deutsch ‚Neubrüche, neu gebrochene Ackerböden‘                    | Kibbuz                | 1946     |
| Nir Jizchaq / ניר יצחק                           | נִיר יִצְחָק Nīr Jizchaq, deutsch ‚neu gebrochenes Land, Neuland Jizchaqs‘ [Sadeh] | Kibbuz                | 1949     |
| Nir ʿOs / ניר עוז                                | נִיר עֹז Nīr ʿOz, deutsch ‚neu gebrochenes Land, Neuland der Kraft‘              | Kibbuz                | 1955     |
| Ohad / אוהד                                      | אֹהַד, Name des Drittgeborenen Schimʿons, des Erzvaters                          | Moschav               | 1969     |
| Pri Gan / פרי גן                                 | פְּרִי גַּן Prī Gan, deutsch ‚Gartenfrucht‘                                         | Moschav               | 1981     |
| Reʿim / רעים                                     | רֵעִים Reʿīm, deutsch ‚Freunde‘                                                  | Kibbuz                | 1949     |
| Schlomit / שלומית                                | שְׁלוֹמִית Schlōmīt                                                                | Gemeinschaftssiedlung | 2011     |
| Sdeh Nizzan / שדה ניצן                           | שְׂדֵה נִצָּן Sdeh Nizzan, deutsch ‚Knospenfeld‘                                     | Moschav               | 1973     |
| Sdei Avraham / שדי אברהם                         | שְׂדֵי אַבְרָהָם Sdej Avraham, deutsch ‚Felder Avrahams‘, nach Avraham Herzfeld       | Moschav               | 1981     |
| Sufa / סופה                                      | סוּפָה Sūfah, deutsch ‚Sturm‘                                                    | Kibbuz                | 1982     |
| Talmei Elijjahu / תלמי אליהו                     | תַּלְמֵי אֵלִיָּהוּ Talmej Elijjahū, deutsch ‚Furchen Elijjahus‘, nach Elijjahu Krause  | Moschav               | 1970     |
| Talmei Josef / תלמי יוסף                         | תַּלְמי יוֹסֵף Talmej Jōsef, deutsch ‚Furchen Josefs‘, nach Josef Weitz             | Moschav               | 1982     |
| Urim / אורים                                     | אוּרִים Ūrīm, deutsch ‚Lichter‘                                                  | Moschav               | 1946     |
| Zeʾelim / צאלים                                  | צֶאֱלִים Zeʾelīm, deutsch ‚Krähen‘                                                | Kibbuz                | 1947     |
| Zochar / צוחר                                    | צֹוחַר Zōchar, Name des Fünftgeborenen Schimʿons, des Erzvaters                  | Moschav               | 1970     |

## Einwohner
Die Einwohnerzahl beträgt 15.180 (Stand: Januar 2022).
Das israelische Zentralbüro für Statistik gibt bei den Volkszählungen am 22. Mai 1961, 19. Mai 1972, 4. Juni 1983, 4. November 1995 und vom 28. Dezember 2008 für die Regionalverwaltung folgende Einwohnerzahlen an:
| Jahr der Volkszählung | 1961  | 1972  | 1983  | 1995  | 2008   |
| Anzahl der Einwohner  | 2.500 | 3.600 | 7.000 | 8.300 | 10.400 |

Quelle: Israelisches Zentralbüro für Statistik